# Carlos Gardini
Carlos Gardini (Buenos Aires, 26 de agosto de 1948 - Ibídem, 1 de marzo de 2017) fue un escritor y traductor argentino de ciencia ficción y la fantasía.

## Biografía
Carlos Gardini cursó sus estudios en la Facultad de Filosofía y Letras de la UBA. Comenzó a escribir a los dieciséis años, pero su carrera literaria dio inicio en 1982, cuando su cuento Primera línea ganó el premio del Círculo de lectores. Entre los miembros del jurado estaban Jorge Luis Borges y José Donoso. Durante 1981 y 1982 escribió crítica literaria en la revista El Péndulo, donde también realizó varias traducciones y publicó algunos cuentos. 
En 1986 la Universidad de Iowa le otorgó el título de Honorary Fellow In Writing y recibió la beca Fulbright para escritores. En 1987 participó como jurado en el concurso de cuentos Jorge Luis Borges, patrocinado por la Fundación Konex y el Fondo Nacional de las Artes.

## Obra
Carlos Gardini fue considerado uno de los más destacados escritores de ciencia ficción de Argentina. Ha explorado tanto este género como la literatura fantástica y el terror.
Parte de su obra ha sido traducida al inglés, francés, japonés e italiano.

### Traducciones
Además de su trabajo como escritor, fue un reconocido traductor, profesión que llevó a cabo durante varias décadas. Realizó traducciones para la Colección Nebulae, Ediciones B y Ediciones Gigamesh, entre otros.
Ha traducido del inglés a autores como Henry James, Robert Graves, Cordwainer Smith, Isaac Asimov, J. G. Ballard, Charles Dickens, James Ellroy, Rachel Ingalls, Henry James, R. D. Laing, D. H. Lawrence, Ursula K. Le Guin, Tim O’Brien, Catherine Anne Porter, Dan Simmons, John Steinbeck, Gore Vidal, Kurt Vonnegut y una versión completa de los sonetos de William Shakespeare donde también aportó un prólogo y notas. Además, fue el traductor al castellano del libro Pensar/Clasificar del autor francés Georges Perec.

### Libros
- Mi cerebro animal (cuentos). 1983.
- Primera línea (cuentos). 1983.
- Sinfonía cero (cuentos). 1984.
- Juegos malabares (novela). 1984.
- Cuentos de Vendavalia (cuentos infantiles). 1988.
- El Libro de la Tierra Negra (novela). Equipo Sirius 1991.
- Los ojos de un Dios en celo (novela). 1996.
- El Libro de las Voces (novela). 2001.
- El Libro de la Tribu (novela). 2001.
- Vórtice (novela). Equipo Sirius 2002.
- Fábulas invernales (novela). 2004.
- La Ciudad de los Césares (cuentos). 2013.
- Belcebú en llamas (novela), 2016.
- Leyendas (cuentos), 2018.

### Contribuciones en volúmenes colectivos
- Timbuctú, en Buenos Aires 2013

### Cuentos
- Cesarán las lluvias
- El canto del lobo
- Éxtasis
- Fuerza de ocupación
- Continuado
- Hawksville
- La última tormenta
- Primera línea
- Timbuctú
- Una tarde en familia
- Venecia en llamas

## Premios
- Primer Premio del Círculo de Lectores por Primera línea, 1982.
- Premio Konex - Diploma al Mérito, 1984.
- Mención especial "Concurso Fantasía y Ciencia ficción", Ultramar/El Péndulo, 1987.
- Premio Axxón por El Libro de la Tierra Negra, 1991.
- Premio Más Allá por El Libro de la Tierra Negra, 1992.
- Segunda mención "Premio Fundación Fortabat", género cuento, 1992.
- Premio Konex - Diploma al Mérito, 1994.
- Premio UPC por Los ojos de un Dios en celo, 1996.
- Premio Ignotus al mejor cuento extranjero por Timbuctú, 1998.
- Premio UPC por El Libro de las Voces, 2001.
- Finalista Premio Minotauro, mejor novela, 2004.
- Premio UPC por Belcebú en llamas, 2007.

### Entrevistas
- En Axxón, Suplemento Futuro, en Axxón por premio UPC, El Aleph

### Cuentos en línea
- Cuento "Cesarán las lluvias"

- Cuento “El miedo a la oscuridad”
- Cuento "África en el horizonte"
- Cuento "Primera línea"
- Cuento "Timbuctú Archivado el 6 de marzo de 2017 en Wayback Machine.
- Fragmento de Los ojos de un Dios en celo

- Datos: Q1042932